# آزادراه ام۸۷۶
آزادراه ام۸۷۶ (به انگلیسی: M876 motorway) یک آزادراه در کشور اسکاتلند است.
این آزادراه که از شهر دنیلونهد شروع میشود، ۱۲.۹ کیلومتر (۸ مایل) مسافت دارد و در بوتریس به پایان میرسد.